# Cyphorhinus
Cyphorhinus är ett fågelsläkte i familjen gärdsmygar inom ordningen tättingar med fyra arter som förekommer från Honduras till Bolivia:
- Visselgärdsmyg (C. dichrous)
- Drillgärdsmyg (C. thoracicus)
- Sånggärdsmyg (C. phaeocephalus)
- Musikergärdsmyg (C. arada)